# Laura Puigdueta
Laura Puigdueta, née le 30 juillet 1995  en espagne, est une joueuse internationale espagnole de rink hockey. 

## Palmarès
En 2016, elle participe au championnat du monde.